# West Budd Island
West Budd Island ist eine von zwei großen Inseln (die andere ist East Budd Island) am nördlichen Ende der Flat Islands in der Holme Bay an der Mawson-Küste des ostantarktischen Mac-Robertson-Lands.
Norwegische Kartografen kartierten beide Inseln anhand von Luftaufnahmen, die bei Lars-Christensen-Expedition 1936/37 entstanden. Sie benannten sie als Flatøynålane (norwegisch für Flachinselnadeln). Das Antarctic Names Committee of Australia (ANCA) benannte beide dagegen 1960 nach Grahame Murray Budd (* 1930), Arzt auf der Mawson-Station im Jahr 1959.